# 500 мига от любовта
„500 мига от любовта“ (на английски: 500 Days of Summer), заглавието стилизирано и като „(500) мига от любовта“ [(500) Days of Summer] е американски филм от 2009 година.
Оригиналното заглавие е непреводима игра на думи поради значението на думата summer – буквално „лято“, но също и английското женско име Съмър.

## Сюжет
Филмът проследява съвременна любовна история, колкото трънлива, толкова и вдъхновяваща.
Том (Джоузеф Гордън-Левит) е художник на поздравителни картички и безнадежден романтик. След 500 дни на любов и разбирателство с приятелката му Съмър (Зоуи Дешанел) е изоставен без предупреждение и никакви обяснения.
Тотално съсипан и деградирал, Том започва да се лута из онези 500 дни назад и напред, за да открие къде точно нещата са поели в погрешна посока.
Неговите размишления в края на всичко това му помагат да преоткрие своята истинска страст за живот.

## Актьорски състав
| Актьор               | Роля          |
| -------------------- | ------------- |
| Джоузеф Гордън-Левит | Том Хенсън    |
| Зоуи Дешанел         | Съмър Фин     |
| Джефри Аренд         | Маккензи      |
| Клоуи Грейс Морец    | Рейчъл Хенсън |
| Матю Грей Гъблър     | Пол           |
| Кларк Грег           | Ванс          |
| Рейчъл Бостън        | Алисън        |
| Патриша Белчър       | Мили          |
| Минка Кели           | Отъм          |

## Награди и номинации
| Награда       | Категория                               | Номиниран(и)                         | Резултат  |
| ------------- | --------------------------------------- | ------------------------------------ | --------- |
| Златен глобус | Най-добър филм – мюзикъл или комедия    | Най-добър филм – мюзикъл или комедия | номинация |
| Златен глобус | Най-добър актьор в мюзикъл или комедия  | Джоузеф Гордън-Левит                 | номинация |
| Сателит       | Най-добър оригинален сценарий           | Скот Нюстатър и Майкъл Уебър         | награда   |
| Сателит       | Най-добра актриса в мюзикъл или комедия | Зоуи Дешанел                         | номинация |